# Prelatura territorial de Huamachuco
La prelatura territorial de Huamachuco (en latín: Praelatura Territorialis Huamaciucana) es una circunscripción eclesiástica de la Iglesia católica en Perú. Se trata de una prelatura territorial latina, sufragánea de la arquidiócesis de Trujillo. Desde el 30 de marzo de 2021 su prelado es Pascual Benjamín Rivera Montoya, de la Tercera Orden Regular de San Francisco.

## Territorio y organización
La prelatura territorial tiene 7918 km² y extiende su jurisdicción sobre los fieles católicos de rito latino residentes en 3 provincias del departamento de La Libertad: Bolívar, Pataz y Sánchez Carrión, y en el distrito de Sitabamba de la provincia de Santiago de Chuco. Limita al norte con la diócesis de Chachapoyas, al este con la prelatura territorial de Moyobamba, al sur con la diócesis de Huánuco, al noroeste con la diócesis de Cajamarca y al oeste con la sede metropolitana de Trujillo.
La sede de la prelatura territorial se encuentra en la ciudad de Huamachuco, en donde se halla la Catedral de San Agustín y la Virgen de la Alta Gracia.
En 2021 en la prelatura territorial existían 26 parroquias.

## Historia
La prelatura territorial fue erigida el 4 de diciembre de 1961 con la bula Salutifera Evangelii lex del papa Juan XXIII, obteniendo el territorio de la arquidiócesis de Trujillo.
En sus primeros años tuvo como prelado al obispo Damian Nicolau Roig, y como catedral provisoria al templo de San Agustín de Huamachuco. Desde un inició la Iglesia estuvo al cuidado de la Tercera Orden Franciscana Regular (T.O.R.). Posteriormente fue construida una nueva catedral, siendo dedicada el 14 de agosto de 1973. 
El 5 de febrero de 2016 el Estado Peruano declaró Patrimonio de la Nación a la Festividad de San Francisco de Asís de Huamachuco.
El prelado Sebastián Ramis Torrens fue nombrado por el papa Juan Pablo II el 13 de noviembre de 1990. 

## Estadísticas
Según el Anuario Pontificio 2022 la prelatura territorial tenía a fines de 2021 un total de 227 500 fieles bautizados.
| Año                                                                             | Población | Población | Población      | Sacerdotes | Sacerdotes | Sacerdotes | Católicos por sacerdote | Diáconos permanentes | Religiosos | Religiosos | Parroquias y cuasiparroquias |
| Año                                                                             | Católicos | Total     | % de católicos | Total      | Diocesanos | Regulares  | Católicos por sacerdote | Diáconos permanentes | Masculinos | Femeninos  | Parroquias y cuasiparroquias |
| ------------------------------------------------------------------------------- | --------- | --------- | -------------- | ---------- | ---------- | ---------- | ----------------------- | -------------------- | ---------- | ---------- | ---------------------------- |
| 1966                                                                            | 153 000   | 155 000   | 98.7           | 11         | 3          | 8          | 13 909                  |                      | 9          | 10         | 7                            |
| 1970                                                                            | 158 000   | 160 000   | 98.8           | 10         | 1          | 9          | 15 800                  |                      | 10         | 10         | 12                           |
| 1976                                                                            | 147 000   | 150 630   | 97.6           | 8          | 1          | 7          | 18 375                  |                      | 8          | 8          | 14                           |
| 1980                                                                            | 151 000   | 155 000   | 97.4           | 3          |            | 3          | 50 333                  |                      | 10         | 18         | 12                           |
| 1987                                                                            | 159 000   | 225 000   | 70.7           | 8          | 2          | 6          | 19 875                  |                      | 12         | 27         | 13                           |
| 1999                                                                            | 227 000   | 288 000   | 78.8           | 13         | 7          | 6          | 17 461                  |                      | 7          | 26         | 16                           |
| 2000                                                                            | 120 000   | 210 000   | 57.1           | 13         | 7          | 6          | 9230                    |                      | 7          | 29         | 13                           |
| 2001                                                                            | 120 000   | 210 000   | 57.1           | 13         | 7          | 6          | 9230                    |                      | 11         | 25         | 13                           |
| 2002                                                                            | 170 000   | 210 000   | 81.0           | 13         | 7          | 6          | 13 076                  |                      | 9          | 26         | 13                           |
| 2003                                                                            | 187 050   | 215 000   | 87.0           | 13         | 7          | 6          | 14 388                  |                      | 9          | 27         | 13                           |
| 2004                                                                            | 149 500   | 230 000   | 65.0           | 16         | 11         | 5          | 9343                    |                      | 6          | 26         | 13                           |
| 2013                                                                            | 244 700   | 283 000   | 86.5           | 22         | 18         | 4          | 11 122                  | 1                    | 5          | 17         | 21                           |
| 2016                                                                            | 252 700   | 292 000   | 86.5           | 25         | 23         | 2          | 10 108                  | 1                    | 2          | 19         | 26                           |
| 2019                                                                            | 220 730   | 242 000   | 91.2           | 24         | 22         | 2          | 9197                    |                      | 2          | 19         | 28                           |
| 2021                                                                            | 227 500   | 249 385   | 91.2           | 22         | 17         | 5          | 10 340                  | 1                    | 7          | 16         | 26                           |
| Fuente: Catholic-Hierarchy, que a su vez toma los datos del Anuario Pontificio. |           |           |                |            |            |            |                         |                      |            |            |                              |

## Episcopologio
- Damián Nicolau Roig, T.O.R. † (23 de octubre de 1963-13 de septiembre de 1981 retirado)
  - Sede vacante (1981-1990)
- Sebastián Ramis Torrens, T.O.R. (13 de noviembre de 1990-7 de agosto de 2018 retirado)
  - Sede vacante (2018-2021)[nota 1]
- Pascual Benjamín Rivera Montoya, T.O.R., desde el 30 de marzo de 2021